# 包家店镇
包家店镇，是中华人民共和国新疆维吾尔自治区昌吉回族自治州玛纳斯县下辖的一个乡镇级行政单位。

## 行政区划
包家店镇下辖以下地区：
保林社区、包家店村、前哨村、皇宫村、塔西河村、柴场村、油坊村、黑梁湾村和冬麦地村。